# Ladoga taccanii
Ladoga taccanii är en fjärilsart som beskrevs av Rocci 1930. Ladoga taccanii ingår i släktet Ladoga och familjen praktfjärilar. Inga underarter finns listade i Catalogue of Life.